# مانلي ويد ولمان
مانلي ويد ولمان (بالإنجليزية: Manly Wade Wellman)‏ (21 مايو 1903 في أنغولا - 5 أبريل 1986، تشابل هيل في الولايات المتحدة)؛ كاتِب، سيناريست وروائي أمريكي.

## روابط خارجية
- مانلي ويد ولمان على موقع IMDb (الإنجليزية)
- مانلي ويد ولمان على موقع ديسكوغز (الإنجليزية)
- مانلي ويد ولمان على موقع قاعدة بيانات الفيلم (الإنجليزية)